# Amarynthis meneria
Amarynthis meneria is een vlindersoort uit de familie van de prachtvlinders (Riodinidae), onderfamilie Riodininae.
Amarynthis meneria werd in 1776 beschreven door Cramer.